# Allen Whipple
Allen Oldfather Whipple (Urmia, 2 settembre 1881 – Princeton, 6 aprile 1963) è stato un chirurgo statunitense noto per l'intervento chirurgico per il tumore al pancreas che porta il suo nome (la procedura di Whipple), così come la triade di Whipple.

## Biografia
Nato da genitori missionari, William Whipple Levi e Mary Louise Whipple (nata Allen), ad Urmia, nell'ovest dell'Azerbaigian, oggi Iran. Frequentò l'università di Princeton e conseguì il titolo di medico alla Columbia University College of Physicians and Surgeons nel 1908, per poi ottenere la licenza di esercitare la medicina nello stato di New York il 4 febbraio 1910 (licenza #10151). Divenne professore di chirurgia presso la Columbia University, dove ricoprì questo incarico dal 1921 al 1946. Nel 1935 iniziò a lavorare sulla procedura per la resezione del pancreas (Duodenocefalopancresectomia); successivamente la sua tecnica iniziale venne modificata notevolmente. Nel 1940, ridusse la procedura in un processo ad un'unica fase. Durante la sua vita, Whipple eseguì 37 duodenocefalopancreasectomie.
Egli è anche noto anche per l'elaborazione della triade diagnostica per l'insulinoma, conosciuta come triade di Whipple. Seguì la formazione chirurgica di Virginia Apgar, soprattutto per quanto concerne la pratica anestesiologia poiché sapeva che i progressi della chirurgia dipendevano dalla crescita di questo campo. In seguito Apgar ideò il punteggio di Apgar, con il quale la salute dei neonati viene valutata. Whipple fu determinante nel fondare l'American Board of Surgery. Egli fu anche amministratore dell'Università di Princeton e gli fu conseganto il Woodrow Wilson Award nel 1958. Anche se non è legato a George Hoyt Whipple - da cui prende il nome la malattia di Whipple - i due sono stati amici per tutta la vita.